# Bomolocha taiwana
Bomolocha taiwana là một loài bướm đêm trong họ Noctuidae.